# Salibia River
Der Salibia River (auch: St. Marie River) ist ein Fluss an der Küste im Osten von Dominica im Parish Saint David.

## Geographie
Der Salibia River entspringt an einem nördlichen Ausläufer des Morne La Source im Carib Territory. In nächster Nähe entspringen auch die Flüsse Ravine Tortues (W, Zufluss des Pagua River) und Kusarakua (River Gaulette, S). Der Fluss verläuft zunächst nach Norden und wendet sich im Bassin Tortue, wo er zahlreiche kleine Zuflüsse erhält und fast den Ravine Chewai Blanc erreicht, nach Osten und stürzt im Tal von Salybia dem Meer zu. Er passiert dabei das Krankenhaus von Salybia (Salybia Clinic) und die Salybia Catholic Church, bevor er in der Anse Baleine, etwas südlich von Crayfish River in den Atlantik mündet. Der Fluss ist ca. 2,7 km lang.
Südlich verlaufen die kürzeren Bäche Ravine Benoit und Ravine Butari.